# Svefn-g-englar
Svefn-g-englar est une chanson du groupe islandais Sigur Rós, de leur deuxième album Ágætis byrjun, composée par Jón Þór Birgisson, Kjartan Sveinsson, Georg Hólm et Ágúst Ævar Gunnarsson.

## Développement
Svefn-g-englar est commercialisée en 1999 sous forme de deux enregistrements - Svefn-g-englar (un jeu de mots islandais entre les phrases « les somnambules » ou « les anges du sommeil »), et Viðrar vel til loftárása (« il fait du beau temps pour une attaque aérienne ») originaires de l'album Ágætis byrjun - et deux chansons enregistrées en direct à l'Opéra National d'Islande à Reykjavik - Nýja lagið (« nouvelle chanson ») qui n'a jamais été enregistrée en studio, et Syndir Guðs (« les péchés de Dieu »), du premier vinyle du groupe, Von.[pas clair]
La chanson est premièrement sortie en Royaume-Uni en 1999, et elle est désignée « la chanson de la semaine » par le New Musical Express. En 2001, elle est de nouveau commercialisée aux États-Unis au label PIAS. La chanson est disponible en disque compact, et en vinyle. Le vidéoclip a été réalisé par August Jacobsson.

## Liste des titres

### Version CD
1. Svefn-g-englar (single edit) – 9:16
2. Viðrar vel til loftárása – 10:13
3. Nýja lagið (en direct de l'Opéra National d'Islande, 12 juin 1999) – 9:28
4. Syndir Guðs (en direct de l'Opéra National d'Islande, 12 juin 1999) – 5:46

### Version vinyle
1. Svefn-g-englar (single edit) – 9:16
2. Viðrar vel til loftárása – 10:13
3. Veröld ný og óð – 3:29

## Réutilisation
Cette chanson est utilisée dans les films Vanilla Sky (2001), Café de Flore (2011), Upside Down (2012) et Beetlejuice Beetlejuice (2024), musique d'attente avant le début du concert de Mylene Farmer tournée des stade NEVERMORE (2023/2024)